# Літописи псковські
Літо́писи пско́вські дійшли до нас у багатьох списках XV-XVII ст. Літописи псковські містять багатий матеріал з історії Псковської землі, Новгорода, країн Балтії, Москви. Літописна справа в Пскові зароджується в XIII ст., у XIV ст. воно приймає регулярний характер, що зв'язано з економічним підйомом і зростанням міста, боротьбою за політичну незалежність від Новгорода. Центром літописної справи в XIV—XV ст. був Троїцький собор, керували псковським літописанням виборні вічові влади, зокрема посадники. Псковський літопис XIV ст. носить переважно діловий, місцевий характер. Центральне місце в літописних записах цього періоду займають розповіді про війни з Лівонським орденом і Литвою, опис «розратій» з Новгородом, записи про будівництво церков і міських стін, про поставлення князів і посадників, про неврожаї, голод, хвороби, небесні знамення тощо. Повідомлення про східнослов'янські події в псковських літописах нечисленні і лаконічні. У XV ст. тематика літописних статей розширюється, інтерес починають викликати події, що не мають прямого відношення до Пскова, — боротьба в Орді, удільні смути, події в Литві і Новгороді. До кінця XIV — 1-й половини XV ст. можна віднести складання одного з перших псковських літописних зведень, його сліди виявляються в східнослов'янському літописанні: псковське зведення (його склад невивчений) було одним із джерел московського зведення 40-х рр. XV ст., протографа Софійського II і Новгородського IV літописів (див. Літописи, Літописи новгородські). У 2-й половині XV ст. виділяються три гілки псковського літописання, різні за своїми ідейно-політичними тенденціями, — псковські І, ІІ й ІІІ літописи.
Псковський І літопис протягом XV—XVII ст. дає кілька редакцій — зведення 1469 р. (Тихановський список), 1481 р. (Архівський І список), 1547 р. (списки Погодинський і Оболенського). Псковський І літопис за Тихановським списком відкривається Повістю про Довмонта, потім йде короткий хронографічний вступ, після чого починається виклад східнослов'янської і псковської історії; закінчується зведення розповіддю про події 1464-1469 рр., пов'язаних з боротьбою Пскова за самостійну єпископію. Укладач зведення 1481 р. доповнив його 1469 р. описом подій 70-80-х рр., особливу увагу приділяючи боротьбі з Новгородом у 1478 р. і відносинам Пскова з великим князем московським. У зведенні 1547 р. до 1446 р. текст ідентичний Новгородському V літопису, а починаючи з 1447 р. іде текст, близький Архівському І спискові. Складання зведення 1547 р. учені пов'язують із псковським Єлеазаровим монастирем і іменем старця Філофея. Як і в посланнях Філофея, у зведенні 1547 р. поєднана шаноблива повага до великого князя московського і безумовне прийняття його влади з викриттям московських намісників і тих порядків, що вони установили в Пскові. Особливо чітко ці настрої виявляються в описі подій 1510 р. (Повість про псковське взяття).
Псковський ІІІ літопис становить зведення 1567 р., продовжений потім до середини XVII ст. Псковський ІІІ літопис походить від спільного з Псковським І літописом протографа, але його текст передає в скороченому вигляді. Розходяться літописи й в оцінці багатьох подій. Зведення 1567 р. різко вороже владі великого князя московського, тут опускаються звістки про намісників великого князя, замовчуються ті події, що свідчили б про підпорядкованість Пскова Москві (статті 1490, 1500, 1501, 1511, 1517 р. та ін.). Описуючи події 1510 р., укладач зведення 1567 р. звинувачує великого князя в тому, що він «старовину порушив, забувши батька його і дідів його слова і жалування до псковичів і хресного цілування». Установлення нового порядку розглядається в зведенні як початок антихристова царства. Використовуючи цитату з Апокаліпсиса, літописець пророкує: «пять бо царей минуло, а шестый есть, но не у бе пришел; шестое бо царство именует в Руси Скивскаго острова; си бо именует шестый, и седьмы по том еще, а осмый антихрист». Автор зведення 1567 р. засуджує Василя ІІІ, який постриг в черниці свою дружину Соломонію і одружився з Оленою (стаття 1523 р.). Негативне ставлення автора зведення 1567 р. і до Івана IV. У зв'язку з одруженням Івана IV і вінчанням його на царство літописець у статті 1547 р. знову згадує Апокаліпсис і говорить про наближення царства антихриста. Припускають, що зведення 1567 р. створювався в Псково-Печерському монастирі і був складений якщо не самим ігуменом Корнілієм (1529—1570), то під його безпосереднім керівництвом.
Особливе місце в псковському літописанні займає Псковський ІІ літопис — зведення 1486 р., він дійшов до нас у єдиному (Синодальному) списку кінця XV ст. Впродовж всього літопису укладач зведення 1486 р. скорочував текст спільного для всіх трьох псковських літописів протографа, причому в скороченнях простежуються певні тенденції: виключаються згадування про псковське віче, підсилюються різкі оцінки політики Новгорода стосовно Пскова. Зате дуже докладно укладач Псковського ІІ літопису описує заворушення 1483—1486 рр. у Пскові. Вони були викликані невдоволенням міських низів, віча псковськими посадниками, що звинувачувалися разом з намісником великого князя в складанні нової «смердьей» грамоти. Псковський ІІ літопис, розповідаючи про перипетії заворушення про смердів з великою повагою і доброзичливістю ставиться до посадників, до великого князя московського і його намісника в Пскові. Політичні тенденції зведення 1486 р. можна визначити як промосковські, припускаючи, що ініціатива складання літопису належала Степану Максимовичу Дойніковичу, псковському посаднику в 1476—1484, 1486—1499 рр., вона повинна була служити виправданням дій групи посадників у подіях 1483—1486 рр.

## Видання
Псковские летописи / Подг. к печати А. Насонов. — М.; Л., 1941. — Вып. 1; М., 1955. — Вып. 2.